# PNL (musikgrupp)
PNL (Peace N' Lovés) är en fransk rap-grupp bestående av de två bröderna "Ademo" (Tarik Andrieu) och "N.O.S" (Nabil Andrieu), ursprungligen från bostadsområdet Les Tarterêts (Corbeil-Essonnes).

## Diskografi
- 2015 : Que la famille (EP)
- 2015 : Le Monde Chico
- 2016 :  Dans la légende
- 2019 : ”Deux Fréres”